# Aerie (personaggio)
Nell'ambientazione immaginaria dei Forgotten Realms del gioco di ruolo Dungeons & Dragons, Aerie è un'avariel, ossia una creatura con le sembianze di un elfo, ma dotata di ali. Catturata da una banda di schiavisti, vive prigioniera in un circo, dove viene esposta come attrazione in una gabbia. L'immobilità forzata le danneggia le ali, che le vengono amputate. Successivamente viene liberata dallo gnomo Quayle (personaggio utilizzabile in Baldur's Gate), che la porta con sé nel suo circo riservandole un trattamento decisamente più umano, al punto che Aerie lo chiama affettuosamente "zio" e, pur continuando ad adorare Aerdrie Faenya (divinità degli avariel), si accosta al culto di Baervan Wildwanderer, il dio degli gnomi. 

## Storia
In Baldur's Gate II: Shadows of Amn, il circo di Quayle, posto all'interno della Passeggiata di Waukeen, è rimasto vittima di un'illusione creata da uno gnomo che lavorava all'interno dello stesso circo. Entrando nel tendone, il protagonista scopre che il circo è scomparso, lasciando il posto all'illusione creata dallo gnomo, mentre i suoi occupanti sono scomparsi o sono stati trasformati in mostri, inclusa la stessa Aerie, che appare sotto le sembianze di un orco. Una volta ucciso lo gnomo tutto torna alla normalità e, a discrezione del giocatore, Aerie può unirsi al suo gruppo. Sebbene sia fisicamente debole, Aerie, a dispetto di un'indole infantile, è molto intelligente e saggia, al punto che, se utilizzata in modo corretto, può diventare un personaggio estremamente potente. Tuttavia, è tormentata dal ricordo della schiavitù e della perdita delle ali che, come racconta, le sono state amputate con una lama arrugginita. Questi tristi ricordi la inducono, talvolta, in un atteggiamento fortemente triste e depresso, che la pone in contrasto con il carattere estremamente forte di Jaheira. Oltre a questo, l'acredine tra i due personaggi è ulteriormente acuita dal fatto che si contendono l'amore del protagonista del gioco. Man mano che si sviluppa l'avventura, inoltre, Aerie instaura un fortissimo legame con il ranger Minsc, al punto di diventare la sua strega al posto della defunta Dynaheir. Se è presente nel gruppo, può instaurare anche un'amicizia con Nalia. Se il giocatore sceglie di "fidanzarsi" con Aerie e la storia d'amore prosegue anche nell'espansione Throne of Bhaal, Aerie può dare alla luce il figlio del protagonista del gioco.  
Aerie può entrare in contrasto anche con Viconia, sia per motivi amorosi, sia per una questione razziale (Viconia è una drow e, in quanto tale, ha un'indole malvagia, diametralmente opposta a quella di Aerie).